# Montgat
Montgat – gmina w Hiszpanii, w prowincji Barcelona, w Katalonii, o powierzchni 2,86 km². W 2011 roku gmina liczyła 10 859 mieszkańców.

## Transport
Przez miejscowość przebiegają dwie autostrady do Barcelony - C-31 i B-20 (Ronda de Dalt) oraz autostrada C-32 w kierunku Tarragony.
Istnieją tu dwie stacje kolejowe: Montgat i Montgat Nord.